# Craig Porter Jr.
Craig Porter Jr. (Terre Haute. 26 de fevereiro de 2000) é um jogador norte-americano de basquete profissional que atualmente joga pelo Cleveland Cavaliers da National Basketball Association (NBA).
Ele jogou basquete universitário pela Universidade Vincennes e por Wichita State.

## Início da vida e carreira no ensino médio
Porter Jr. nasceu em 26 de fevereiro de 2000 e cresceu em Terre Haute, Indiana, onde frequentou a Terre Haute South Vigo High School. Durante o ensino médio, ele foi nomeado para o Time Sênior do Estado pela Associação de Treinadores de Basquete de Indiana e levou sua equipe para as quartas de final estaduais.

## Carreira universitária

### Vincennes
Porter Jr. iniciou sua carreira universitária na Universidade Vincennes, onde em duas temporadas ajudou a liderá-los para um recorde combinado de 62–7 e um título nacional da NJCAA em 2019. Depois de estar na equipe por duas temporadas, Porter decidiu ir para Wichita State.

### Wichita State

#### Temporada de 2020–21
Em sua primeira temporada em Wichita State, ele jogou em 19 jogos e teve médias de 2,1 pontos, 2,1 rebotes e 1,5 assistências. Após o término da temporada, ele entrou no portal de transferência, mas acabou retornando a equipe.

#### Temporada de 2021–22
Em seu segundo ano em Wichita State, ele jogou em 25 jogos e teve médias de 7,3 pontos, 4,9 rebotes e 3,6 assistências. Após o término da temporada, Porter Jr. colocaria seu nome no portal de transferência. No entanto, ele retornaria depois que dois ex-jogadores de beisebol de Wichita State formaram uma empresa de NIL (Nome, Imagem e Semelhança) chamada Armchair Strategies.

#### Temporada de 2022–23
Em 26 de fevereiro de 2023, Porter Jr. teve o melhor jogo de sua carreira, registrando um triplo-duplo de 15 pontos, 10 rebotes e 10 assistências, além de adicionar três roubos de bola em uma vitória por 83-76 sobre Tulane. Porter Jr. encerrou a temporada jogando 31 jogos e registrando médias de 13,5 pontos, 6,2 rebotes e 4,9 assistências. Por sua performance no ano, ele foi nomeado para a Terceira Equipe da AAC. Após o término da temporada, Porter Jr. anunciou que abriria mão de seu último ano de elegibilidade para declarar-se para o draft da NBA.

## Carreira profissional
Após não ser selecionado no draft da NBA de 2023, Porter assinou um contrato de duas vias com o Cleveland Cavaliers em 7 de julho de 2023. Em 19 de novembro, ele registrou 21 pontos, 4 assistências e 4 rebotes vindo do banco na vitória por 121-109 sobre o Denver Nuggets. Em 14 de fevereiro de 2024, ele assinou um contrato padrão até o fim da temporada com os Cavaliers.

## Estatísticas da carreira

### NBA

#### Temporada regular
| Ano     | Equipe    | PJ | PT | MPJ  | AP   | 3P   | LL   | RT  | AS  | BR | TO | PPJ |
| ------- | --------- | -- | -- | ---- | ---- | ---- | ---- | --- | --- | -- | -- | --- |
| 2023–24 | Cleveland | 51 | 6  | 12.7 | .509 | .353 | .732 | 2.1 | 2.3 | .4 | .3 | 5.6 |

### Universitário
| Ano      | Equipe        | PJ | PT | MPJ  | AP   | 3P   | LL   | RT  | AS  | BR  | TO  | PPJ  |
| -------- | ------------- | -- | -- | ---- | ---- | ---- | ---- | --- | --- | --- | --- | ---- |
| 2020-21  | Wichita State | 19 | 2  | 12.9 | .389 | .400 | .588 | 2.1 | 1.5 | .4  | .4  | 2.1  |
| 2021-22  | Wichita State | 25 | 24 | 26.9 | .426 | .341 | .735 | 4.9 | 3.6 | 1.6 | 1.1 | 7.3  |
| 2022-23  | Wichita State | 31 | 30 | 33.6 | .478 | .363 | .685 | 6.2 | 4.9 | 1.5 | 1.5 | 13.5 |
| Carreira | Carreira      | 75 | 56 | 24.4 | .431 | .368 | .669 | 4.3 | 3.3 | 1.1 | 1.0 | 7.6  |